# Matutidae
Matutidae is een familie van de superfamilie Calappoidea uit de infraorde krabben en omvat de volgende geslachten: 

## Geslachten
- Ashtoret - Galil & P. F. Clark, 1994
- Izanami - Galil & P. F. Clark, 1994
- Matuta - Weber, 1795
- Mebeli - Galil & P. F. Clark, 1994

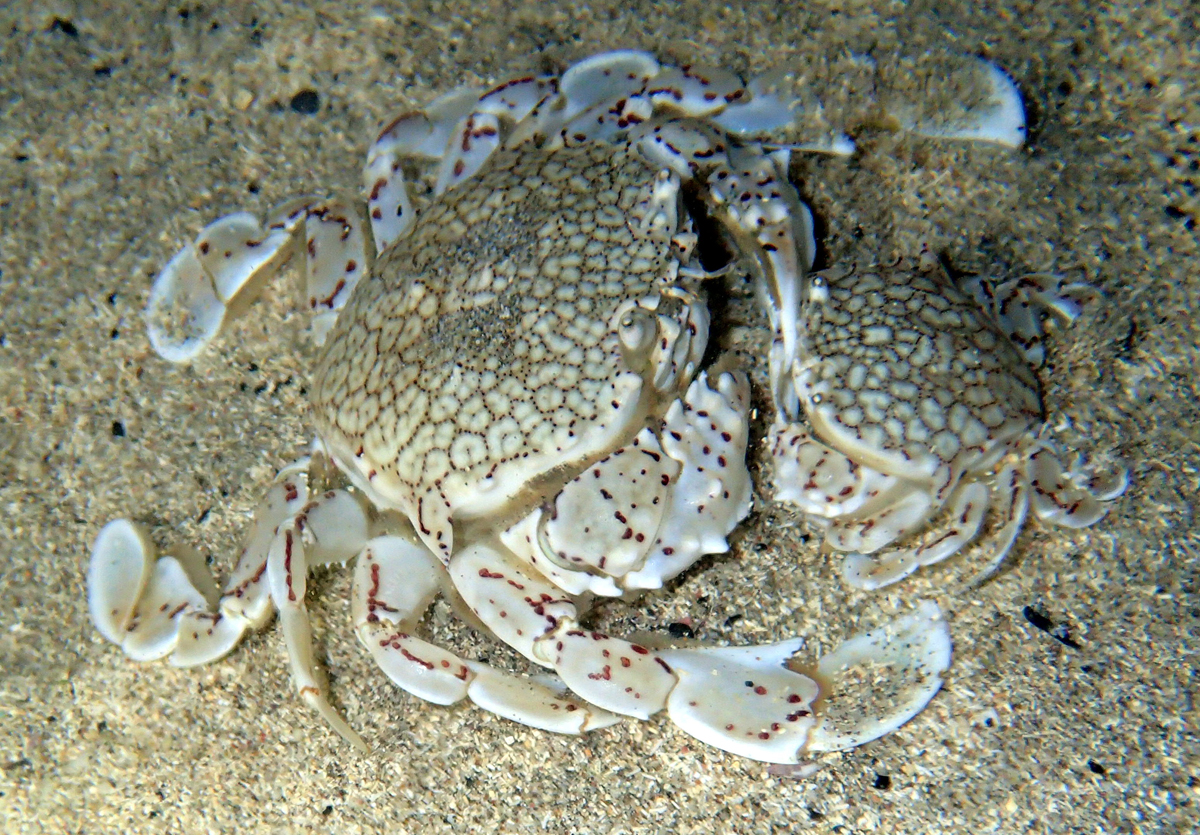
Ashtoret picta
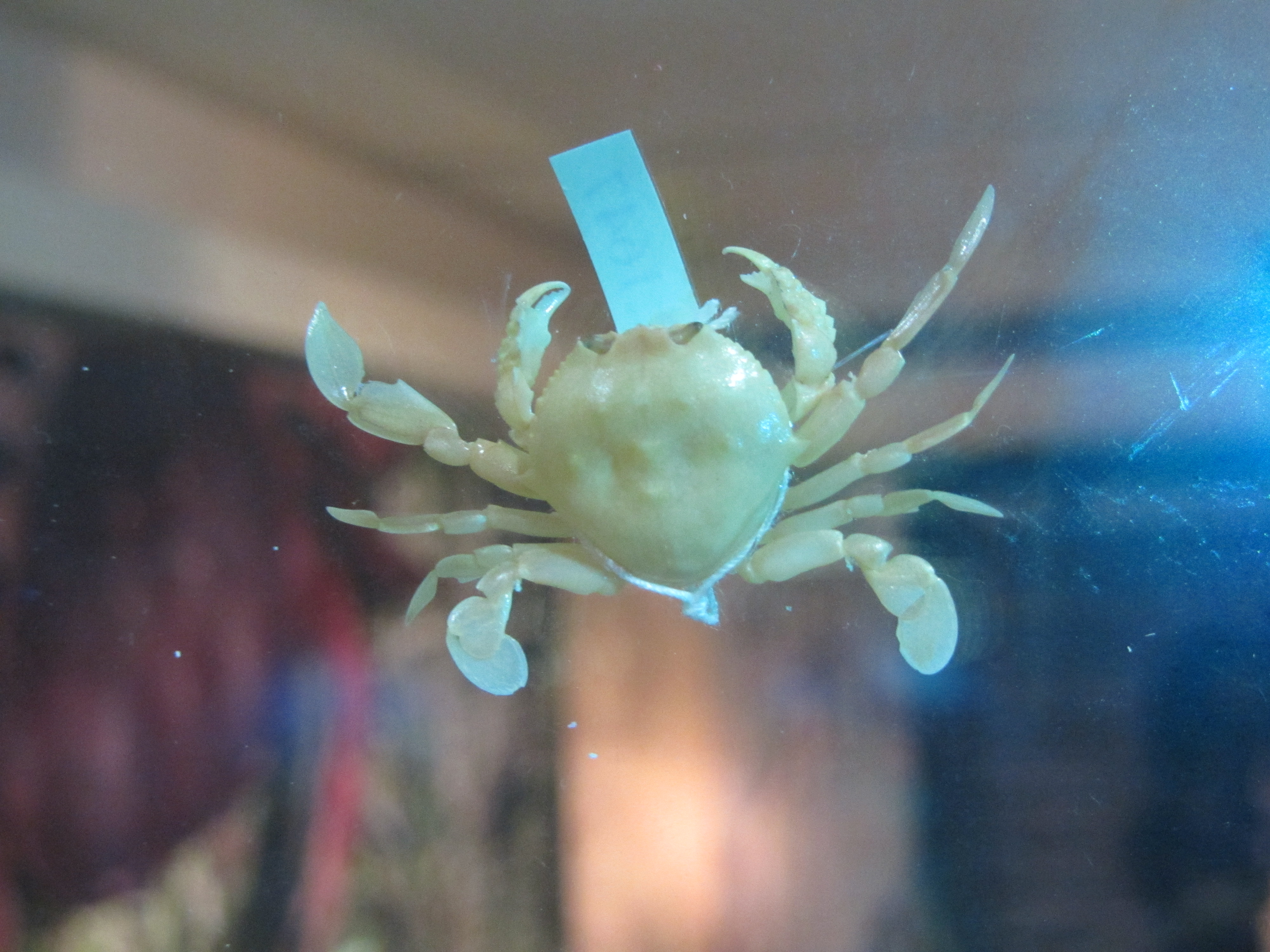
Izanami curtispina
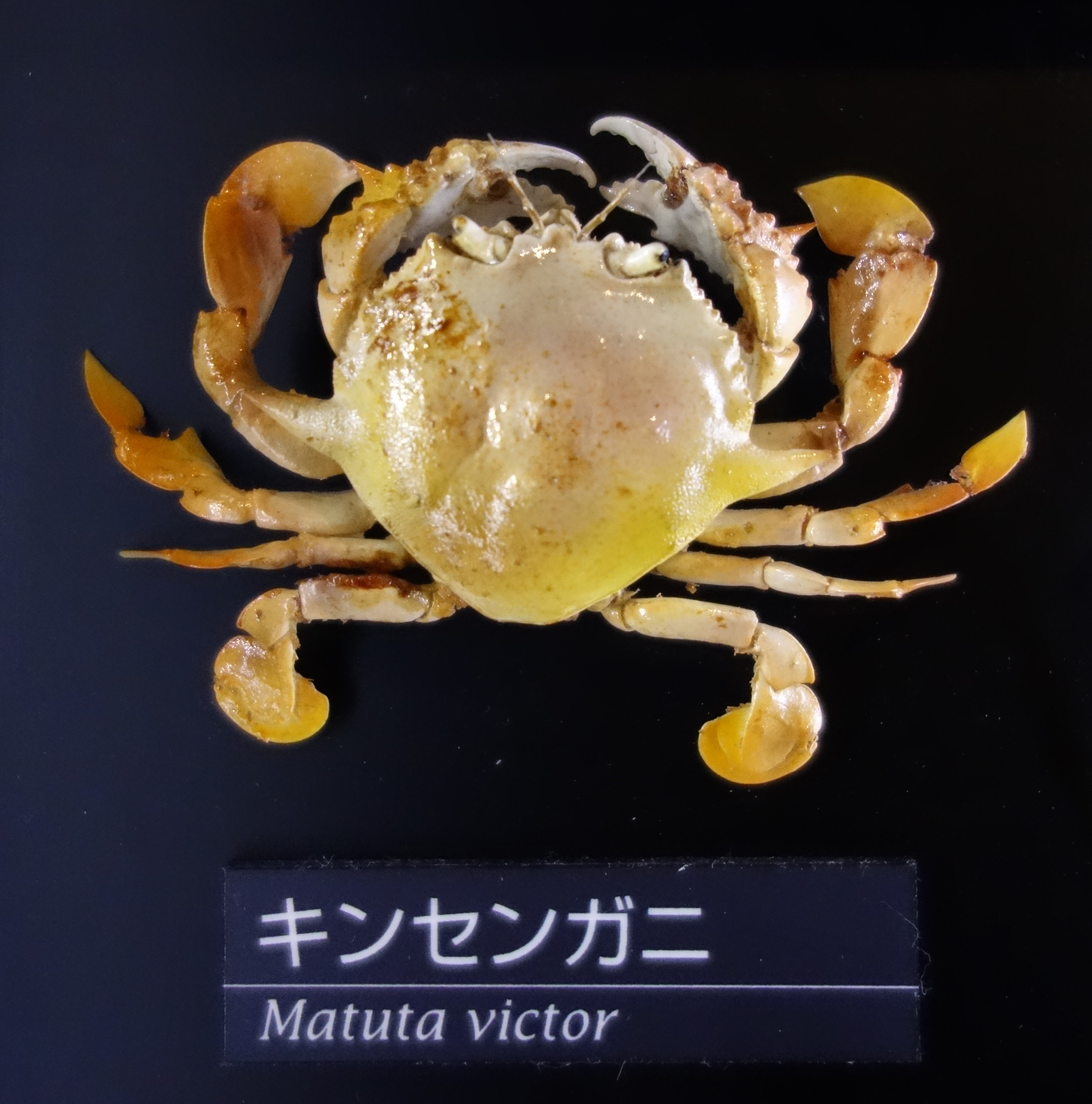
Matuta victor
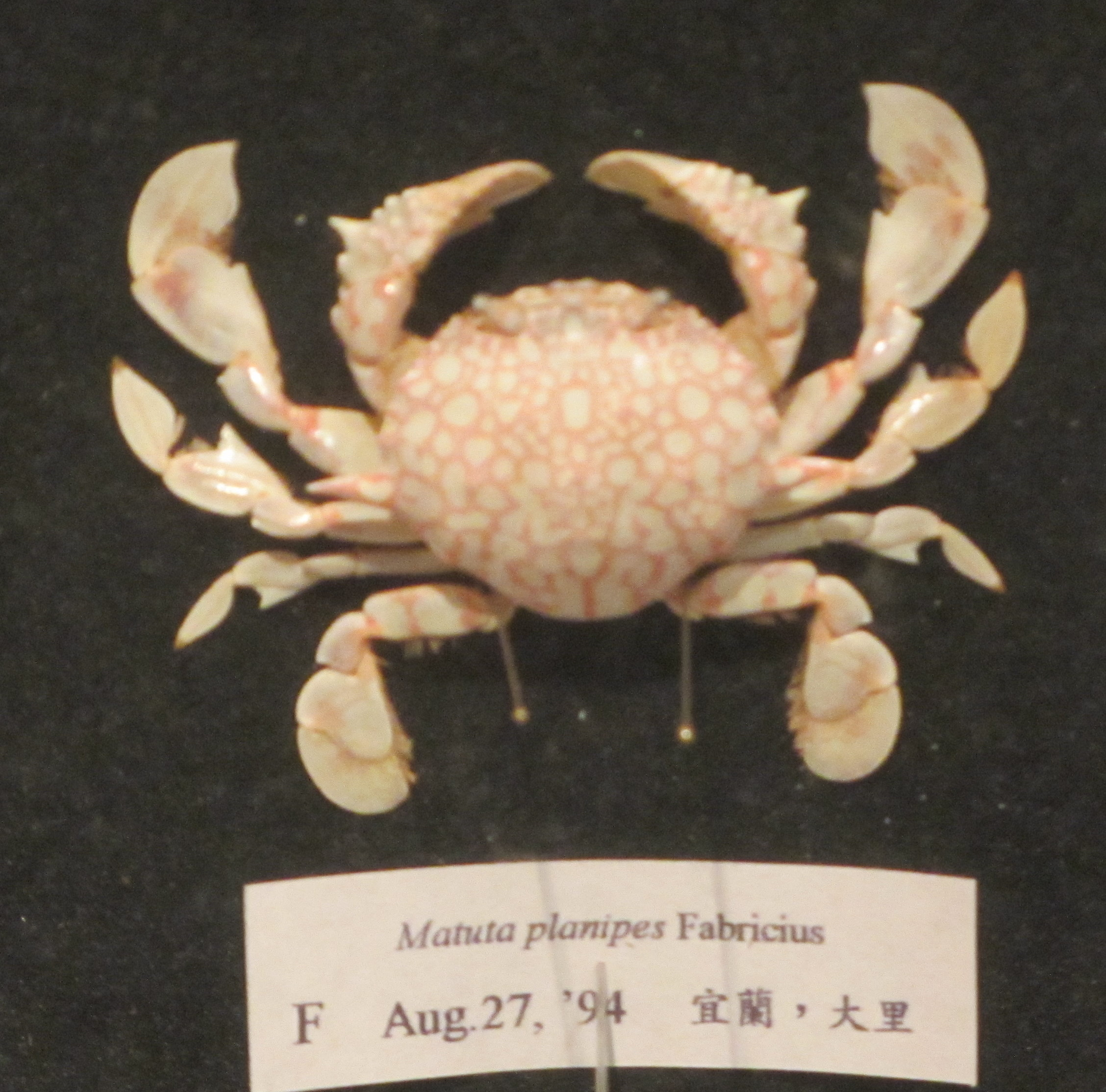
Matuta planipes

### Uitgestorven
- Eomatuta  † - De Angeli & Marchiori, 2009
- Szaboa  † - Müller & Galil, 1998